# 22639 Nickanthony
22639 Nickanthony este un asteroid din centura principală de asteroizi.

## Descriere
22639 Nickanthony este un asteroid din centura principală de asteroizi. A fost descoperit pe 24 iunie 1998 la Socorro, New Mexico, în cadrul proiectului LINEAR. Asteroidul prezintă o orbită caracterizată de o semiaxă mare de 2,22 ua, o excentricitate de 0,15 și o înclinație de 5,0° în raport cu ecliptica.